# Жорж Лонжи
Жорж Лонжи (фр. Georges Longy; 29 серпня 1868, Аббевіль — 30 березня 1930) — французько-американський гобоїст.

## Життєпис
Закінчив Паризьку консерваторію (1886), учень Жоржа Жиллє. У тому ж році був прийнятий в Оркестр Ламуре, в наступному році грав в оркестрі Опера-комік, а в 1888—1898 рр. був першим гобоєм в Оркестрі Колона. Брав участь у концертах камерного ансамблю «Нове товариство камерної музики для духових інструментів» (фр. Société moderne de musique de chambre pour instruments à vent), хоча не був, всупереч твердженням, що зустрічаються, його співзасновником (насправді у витоків ансамблю стояв кларнетист Проспер Мімар).
У 1898 р. був терміново викликаний в Бостонський симфонічний оркестр, перший гобой якого Альбер Вейсс, також учень Жиллє, трагічно загинув перед початком концертного сезону. Пульт першого гобоя одного з провідних американських оркестрів Лонжи займав аж до 1925 року, коли після затяжного конфлікту з новим керівником оркестру Сергієм Кусевицким він покинув оркестр і повернувся в Європу. Гра Лонжи в оркестрі отримала широке визнання критиків і слухачів; за твердженням тодішніх газетярів, під час нью-йоркських гастролей Фріца Крейслера, що виконував скрипковий концерт Йоганнеса Брамса з Бостонським симфонічним оркестром, видатний скрипаль був настільки вражений красою гобойного соло у виконанні Лонжи, що запізнився вступити вчасно з власною сольною партією. «Одним з найвидатніших музикантів, яких я коли-небудь знав», назвав Лонжи піаніст Хесус Марія Санрома.
Одночасно з роботою в оркестрі Лонжи в 1899—1912 рр. очолював Оркестровий клуб Бостона — аматорський камерний оркестр, який працював під заступництвом і при фінансовій підтримці Елізи Хол. Лонжи давав Хол додаткові уроки як саксофоністці і разом з нею пропагував у концертах Оркестрового клубу французьку музику на противагу різкій перевазі німецького репертуару в програмах Бостонського симфонічного. Лонжи також виступав посередником у замовленнях на нову музику, які Еліза Хол звертала до провідним французьким композиторам. Крім того, в 1915 р. Лонжи заснував так званий Клуб Лонжи — групу з п'яти музикантів-духовиків і одного піаніста. У тому ж році Лонжи разом зі своєю дочкою, піаністкою Рене Лонжи, організував Школу музики Лонжи, в якій викладав протягом десятиліття.